# Història del Magrib
La història del Magrib compren diversos períodes sobre un territori que actualment comprenen els països del nord d'Àfrica exceptuant Egipte. Comprèn territoris com Ifríqiya corresponent a l'actual Tunísia, estirant-se sobre la Cabília cap a l'oest; el Magrib al-Awsat, literalment Magreb central. Com que Maghrib vol dir occident, literalment seria "Occident central"; el Màgrib al-Aqsa, Magreb occidental, l'actual Marroc; El Magrib tenia llavors una major obertura cap al Sàhara que avui en dia. No hi ha un Magreb oriental que seria un "Occident oriental", i la paraula oposada a Maghrib, que Mashrik, Maixriq en català, vol dir llevant o orient.
L'espai del Magreb està trossejat per regions, la qual cosa ha tingut un paper capital en l'aparició dels particularismes. Les costes, pantanoses i inhòspites, no han estat tan atractives, ni les planures, que els colons sanejaren per tal de desenvolupar-hi l'agricultura. El clima no és mediterrani, ja que l'altitud mitjana és elevada. El relleu és orientat est-oest degut a la serralada de l'Atles. Això conforma dues vessants ben diferenciades, l'una orientada cap al nord i el Mediterrani, l'altre vers el sud, oberta sobre el Sàhara. L'Atles, central i temperat, és un espai agrícola. el que significa una difícil penetració nord-sud, però de les comunicacions est-oest són fàcils i de fet és el camí que van prendre les conquestes. L'espai magribí és dividit, bastant poc urbanitzat, permetent el manteniment dels particularismes i de les estructures tribals, i posicionat en intermediari (nord-sud, est-oest). Al segle xvi, els descobriments de noves carreteres comercials desestabilitzarà les societats del Magreb.